# 상태 (함수해석학)
C* 대수 이론에서, 상태(狀態, 영어: state)는 C* 대수 위에 정의된, 특정한 부등식을 만족시키는, 작용소 노름 1의 복소수 값 유계 작용소이다. 이는 대략 C* 대수를 비가환 공간으로 여겼을 때 일종의 “확률 측도”로 여길 수 있다. 양자역학의 밀도 행렬을 추상화한 개념이다.
겔판트-나이마르크-시걸 구성(Гельфанд-Наймарк-Segal構成, 영어: Gelfand–Naimark–Segal construction, 약자 GNS 구성)에 따라, 상태들은 C* 대수의, 복소수 힐베르트 공간 위의 표현(의 동치류)와 일대일 대응한다.

## 정의
(항등원을 갖는) 복소수 대합 대수 {\displaystyle (A,^{*})} 위의 복소수 선형 변환
{\displaystyle f\colon A\to \mathbb {C} }
가 다음 조건을 만족시킨다면, 상태라고 한다.:27, §1.6:107, Definition 6.2
- 임의의 {\displaystyle a\in A}에 대하여, {\displaystyle f(a^{*}a)\in [0,\infty )}이다.
- {\displaystyle f(1)=1}이다.

C* 대수 {\displaystyle A}의 상태들의 공간을 {\displaystyle \operatorname {State} (A)\subseteq A^{*}}라고 하자 ({\displaystyle A^{*}}는 {\displaystyle A}의 연속 쌍대 공간). 이는 콤팩트 볼록 집합이며, 크레인-밀만 정리에 의하여 이는 극점들을 갖는다. 극점인 상태들을 순수 상태(純粹狀態, 영어: pure state):29, §1.6, 아닌 상태들을 혼합 상태(混合狀態,영어: mixed state)라고 한다. (이 용어들은 양자역학에서 유래하였다.)

### *-표현
C* 대수 {\displaystyle A}의 *-표현(*-表現) {\displaystyle ({\mathcal {H}},\rho )}은 다음과 같은 데이터로 주어진다.
- {\displaystyle {\mathcal {H}}}는 복소수 힐베르트 공간이다.
- {\displaystyle \rho \colon A\to \operatorname {B} ({\mathcal {H}},{\mathcal {H}})}는 복소수 대합 대수의 준동형이다. 즉, 환 준동형이며, 복소수 선형 변환이며, 대합과 항등원을 보존한다. 즉, 다음이 성립한다.
  - 임의의 {\displaystyle a,b\in A}에 대하여, {\displaystyle \rho (a+b)=\rho (a)+\rho (b)}
  - 임의의 {\displaystyle a,b\in A}에 대하여, {\displaystyle \rho (ab)=\rho (a)\rho (b)}
  - 임의의 {\displaystyle a\in A} 및 {\displaystyle \lambda \in \mathbb {C} }에 대하여, {\displaystyle \rho (\lambda a)=\lambda \rho (a)}
  - 임의의 {\displaystyle a\in A}에 대하여, {\displaystyle \rho (a^{*})=\rho (a)^{*}} (우변의 {\displaystyle ^{*}}는 에르미트 수반)
  - {\displaystyle \rho (1)=1} (항등 함수)

{\displaystyle A}의 *-표현 {\displaystyle ({\mathcal {H}},\rho )}에 대하여, 만약 {\displaystyle v\in {\mathcal {H}}}가 다음 조건을 만족시킨다면 순환 벡터라고 한다.:29, §1.6
{\displaystyle \{\rho (a)x\colon a\in A\}}는 {\displaystyle {\mathcal {H}}}의 (노름으로 정의된 거리 위상에 대한) 조밀 집합이다.

## 성질

### 기초적 성질
복소수 대합 대수 {\displaystyle A} 위의 상태 {\displaystyle f\colon A\to \mathbb {C} }가 주어졌을 때, 에르미트 형식
{\displaystyle B_{f}\colon A\times A\to \mathbb {C} }
{\displaystyle B_{f}\colon (a,b)\mapsto f(a^{*}b)}
을 정의할 수 있다. 이는 양의 준정부호이므로, 코시-슈바르츠 부등식
{\displaystyle |B_{f}(a,b)|^{2}\leq B_{f}(a,a)B_{f}(b,b)\qquad \forall a,b\in A}
가 성립한다. 즉,
{\displaystyle |f(a^{*}b)|^{2}\leq f(a^{*}a)f(b^{*}b)\qquad \forall a,b\in A}
이다.
C* 대수 위의 상태의 작용소 노름은 항상 1이다.:28, Proposition 1.6.2 특히, 항상 연속 함수를 이룬다.

### 분해
다음 데이터가 주어졌다고 하자.
- C* 대수 {\displaystyle A}
- 유계 작용소 {\displaystyle f\colon A\to \mathbb {C} }

또한, 다음이 성립한다고 하자.
- 임의의 자기 수반 원소 {\displaystyle a\in A}에 대하여, {\displaystyle f(a)\in \mathbb {R} }

그렇다면, {\displaystyle f}는 항상 다음과 같은 꼴로 표현될 수 있다.
{\displaystyle f=\alpha _{+}f_{+}-\alpha _{-}f_{-}}
여기서
- {\displaystyle f_{+},f_{-}\colon A\to \mathbb {C} }는 {\displaystyle A} 위의 두 상태이다.
- {\displaystyle \alpha _{+},\alpha _{-}\in [0,\infty )}는 음이 아닌 두 실수이며, {\displaystyle \|f\|=\alpha _{+}+\alpha _{-}}이다.

### 정규 상태
폰 노이만 대수 {\displaystyle A} 위의 상태 {\displaystyle f\colon A\to \mathbb {C} }에 대하여 다음 조건들이 서로 동치이며, 이 조건들을 만족시키는 상태를 정규 상태(正規狀態, 영어: normal state)라고 한다.:§12.6, Theorem 12.14
- {\displaystyle f\upharpoonright \operatorname {cl} \operatorname {ball} _{A}(0,1)}는 약한 작용소 위상 아래 연속 함수이다.
- {\displaystyle f\upharpoonright \operatorname {cl} \operatorname {ball} _{A}(0,1)}는 강한 작용소 위상 아래 연속 함수이다.
- 임의의 *-표현 {\displaystyle ({\mathcal {H}},\rho )}에 대하여, {\displaystyle \rho (a)=\operatorname {tr} (T\rho (a))}가 성립하는 대각합류 작용소 {\displaystyle T\colon {\mathcal {H}}\to {\mathcal {H}}}가 존재한다. (이 경우, {\displaystyle T}를 {\displaystyle f}의 밀도 행렬이라고 한다.)

### 겔판트-나이마르크-시걸 구성
겔판트-나이마르크-시걸 구성에 따르면, 다음이 성립한다.
① C* 대수 {\displaystyle A}의 상태 {\displaystyle f\colon A\to \mathbb {C} }에 대하여, 다음 조건을 만족시키는 *-표현 {\displaystyle ({\mathcal {H}},\rho )} 및 그 속의 순환 벡터 {\displaystyle v\in {\mathcal {H}}}가 존재한다.:28, Theorem 1.6.3
{\displaystyle \forall a\in A\colon f(a)=\langle \rho (a)v,v\rangle }
② 위 조건을 만족시키는, 순환 벡터가 부여된 두 *-표현 {\displaystyle ({\mathcal {H}},\rho ,v)}, {\displaystyle ({\mathcal {H}}',\rho ',v')}에 대하여, 다음 두 조건을 만족시키는 전단사 유니터리 변환 {\displaystyle U\colon {\mathcal {H}}\to {\mathcal {H}}'}이 존재한다.:31, Exercise 1.6.B
{\displaystyle \forall a\in A\colon \rho '(a)=U\rho (a)U^{*}}
{\displaystyle \forall a\in A\colon \rho '(a)v'=U\rho (a)v}
즉, C* 대수의 상태들은 순환 벡터가 부여된 *-표현들의 (②에 대한) 동치류들과 일대일 대응한다.

### 순수 상태 ⇔ 기약 *-표현
C* 대수 {\displaystyle A}의 *-표현 {\displaystyle ({\mathcal {H}},\rho )}가 다음 두 조건을 만족시킨다면 기약 *-표현(영어: irreducible *-representation)이라고 한다.:16, Exercise 1.3.D
- {\displaystyle {\mathcal {H}}\neq \{0\}}
- 임의의 닫힌 부분 벡터 공간 {\displaystyle V\subseteq {\mathcal {H}}}에 대하여, 만약 {\displaystyle \{0\}\neq V\neq {\mathcal {H}}}라면, {\displaystyle \rho (a)V\neq V}인 {\displaystyle a\in A}가 존재한다.

이 경우, 겔판트-나이마르크-시걸 구성 아래, 순수 상태들은 기약 *-표현(의 동치류)들과 일대일 대응한다.:30, Theorem 1.6.6

## 예
임의의 유한 차원 복소수 힐베르트 공간 {\displaystyle {\mathcal {H}}=\mathbb {C} ^{N}} 및 모든 {\displaystyle N\times N} 복소수 행렬로 구성된 폰 노이만 대수 {\displaystyle {\mathcal {A}}=\operatorname {Mat} (N,N;\mathbb {C} )}를 생각하자. 이 경우, 대각합이 1인 에르미트 행렬 {\displaystyle \rho }를 생각하자.
{\displaystyle \operatorname {tr} \rho =1}
{\displaystyle \rho =\rho ^{\dagger }}
또한, {\displaystyle \rho }의 모든 고윳값이 음이 아닌 실수라고 하자.
그렇다면, 함수
{\displaystyle \operatorname {Mat} (N,N;\mathbb {C} )\to \mathbb {C} }
{\displaystyle O\mapsto \operatorname {tr} (\rho O)=\operatorname {tr} (O\rho )}
는 {\displaystyle \operatorname {Mat} (N,N;\mathbb {C} )} 위의 상태를 이룬다.
이 가운데 순수 상태들은 {\displaystyle \rho =|v\rangle \langle v|} ({\displaystyle v\in \mathbb {C} ^{N}}는 단위 벡터)의 꼴의 상태들이다. 이 경우
{\displaystyle \phi _{|v\rangle \langle v|}\colon O\mapsto \operatorname {tr} (O|v\rangle \langle v|)=\langle v|O|v\rangle }
이다.

## 역사
상태의 개념은 양자역학에서 유래하였다.
겔판트-나이마르크-시걸 구성은 이즈라일 겔판트와 마르크 아로노비치 나이마르크가 1943년에 겔판트-나이마르크 정리를 증명하는 데 사용하였으나, 명시적으로 정의하지 않았다. 이후 어빙 에즈라 시걸(영어: Irving Ezra Segal)이 겔판트와 나이마르크의 논문에서 이 개념을 추출하였다.

## 같이 보기
- 양자역학